# Горні Чехи
Горні Чехи (хорв. Gornji Čehi) — населений пункт у Хорватії, у складі громади Загреба.

## Населення
Населення за даними перепису 2011 року становило 363 осіб.
Динаміка чисельності населення поселення:

## Клімат
Середня річна температура становить 10,78 °C, середня максимальна – 25,33 °C, а середня мінімальна – -6,10 °C. Середня річна кількість опадів – 880 мм.
| Клімат поселення                              | Клімат поселення | Клімат поселення | Клімат поселення | Клімат поселення | Клімат поселення | Клімат поселення | Клімат поселення | Клімат поселення | Клімат поселення | Клімат поселення | Клімат поселення | Клімат поселення | Клімат поселення |
| Показник                                      | Січ.             | Лют.             | Бер.             | Квіт.            | Трав.            | Черв.            | Лип.             | Серп.            | Вер.             | Жовт.            | Лист.            | Груд.            |                  |
| Середній максимум, °C                         | 6,19             | 8,10             | 12,69            | 17,32            | 22,20            | 25,33            | 24,75            | 24,02            | 19,99            | 14,80            | 8,82             | 4,96             |                  |
| Середня температура, °C                       | 0,04             | 1,93             | 6,52             | 11,15            | 16,05            | 19,19            | 20,93            | 20,18            | 16,16            | 10,97            | 4,99             | 1,14             |                  |
| Середній мінімум, °C                          | −6,1             | −4,21            | 0,39             | 4,99             | 9,90             | 13,03            | 17,10            | 16,36            | 12,35            | 7,16             | 1,17             | −2,69            |                  |
| Норма опадів, мм                              | 51               | 48               | 57               | 66               | 77               | 92               | 81               | 89               | 85               | 85               | 86               | 63               |                  |
| Середньомісячна швидкість вітру, м/с          | 1.70             | 1.89             | 2.30             | 2.20             | 2.00             | 1.80             | 1.80             | 1.60             | 1.60             | 1.60             | 1.70             | 1.70             |                  |
| Середньомісячна сонячна радіація, кДж/м²·день | 4125             | 6865             | 10495            | 14934            | 18996            | 20921            | 21809            | 19189            | 14077            | 8693             | 4554             | 3360             |                  |
| --------------------------------------------- | ---------------- | ---------------- | ---------------- | ---------------- | ---------------- | ---------------- | ---------------- | ---------------- | ---------------- | ---------------- | ---------------- | ---------------- | ---------------- |
| Джерело:                                      |                  |                  |                  |                  |                  |                  |                  |                  |                  |                  |                  |                  |                  |